# Óleos amazônicos
Os óleos e resinas amazônicos têm origem exclusivamente de sistemas extrativistas, ao contrário dos outros óleos vegetais mundialmente comercializados, que são domesticados e na sua grande maioria tratados como culturas agrícolas em sistemas de monoculturas e uso intensivo de adubos minerais e agrotóxicos. As dificuldades de novas zonas de cultivos agrícolas na Europa fazem com que os seus centros de pesquisas invistam pesado no estudo do melhor aproveitamento de suas culturas oleaginosas. Nessas culturas os espécimes possuem mais tempo no mercado, por isso são mais conhecidos mundialmente e suas aplicabilidades mais estudadas do que as dos amazônicos.
As peculiaridades dos óleos e resinas amazônicos são destacadas na tabela abaixo:
| Óleos e resinas amazônicos | Principais características                                                                           |
| -------------------------- | --- |
| Açaí                       | Alta concentração de antioxidante, 33 vezes mais do que a uva; rico em ácidos graxos essenciais.     |
| Andiroba                   | Contém limonoides (andirobina) e terprnos (meliacinas), ação de repelente, fungicida e bactericida.  |
| Bacuri                     | Bioativo tripalmitina ( 50 a 55%); contém ácido graxo palmitoleico ( 5% ).                           |
| Buriti                     | Contém ácido graxo oleico ( 70% ), betacaroteno (118/mg/100gr de óleo), 20 vezes mais que a cenoura. |

## Outros óleos e manteigas vegetais da Amazônia
- Açaí - óleo de açaí
- Andiroba
- Babaçu
- Breu Branco
- Buriti
- Castanha-do-Pará - Bertholletia excelsa
- Copaíba
- Cumaru
- Cupuaçu
- Maracujá
- Patauá
- Ojon
- Óleo de pracaxi
- Tucumã
- Manteiga de ucuúba
- Muru muru
- Ucuuba